# مايكل مورير
مايكل مورير (بالفرنسية: Michael Maurer)‏ (8 يوليو 1904 – 23 نوفمبر 1983) هو ملاكم لوكسمبورغي راحل، مثّل بلاده في الألعاب الأولمبية الصيفية 1924.

## روابط خارجية
مايكل مورير على موقع أوليمبيديا (الإنجليزية)